# Oxyplumboroméit
Oxyplumboroméit ist ein seltenes Mineral aus der Mineralklasse der Oxide und Hydroxide. Es kristallisiert im kubischen Kristallsystem mit der Zusammensetzung Pb2Sb2O6O, ist also ein Blei-Antimonat, dessen Y-Position hauptsächlich durch Sauerstoffionen besetzt ist.
Oxyplumboroméit kommt an seiner Typlokalität in Form von subidiomorphen, oktaedrischen Kristallen von < 0,4 mm Größe vor, die zu maximal 2 mm großen Aggregaten zusammentreten und eng mit weißem Calcit und rosafarbenem Leukophönicit vergesellschaftet sind.
Die Typlokalität des Oxyplumboroméits ist ein Tephroit-Skarn im Eisen-Mangan-Bergwerk „Harstigen“ („Harstigsgruvan“) (Koordinaten des Bergwerks Harstigen) bei Pajsberg in der Gemeinde Filipstad, Provinz Värmlands län bzw. der historischen Provinz Värmland im zentralen Schweden.

## Etymologie und Geschichte

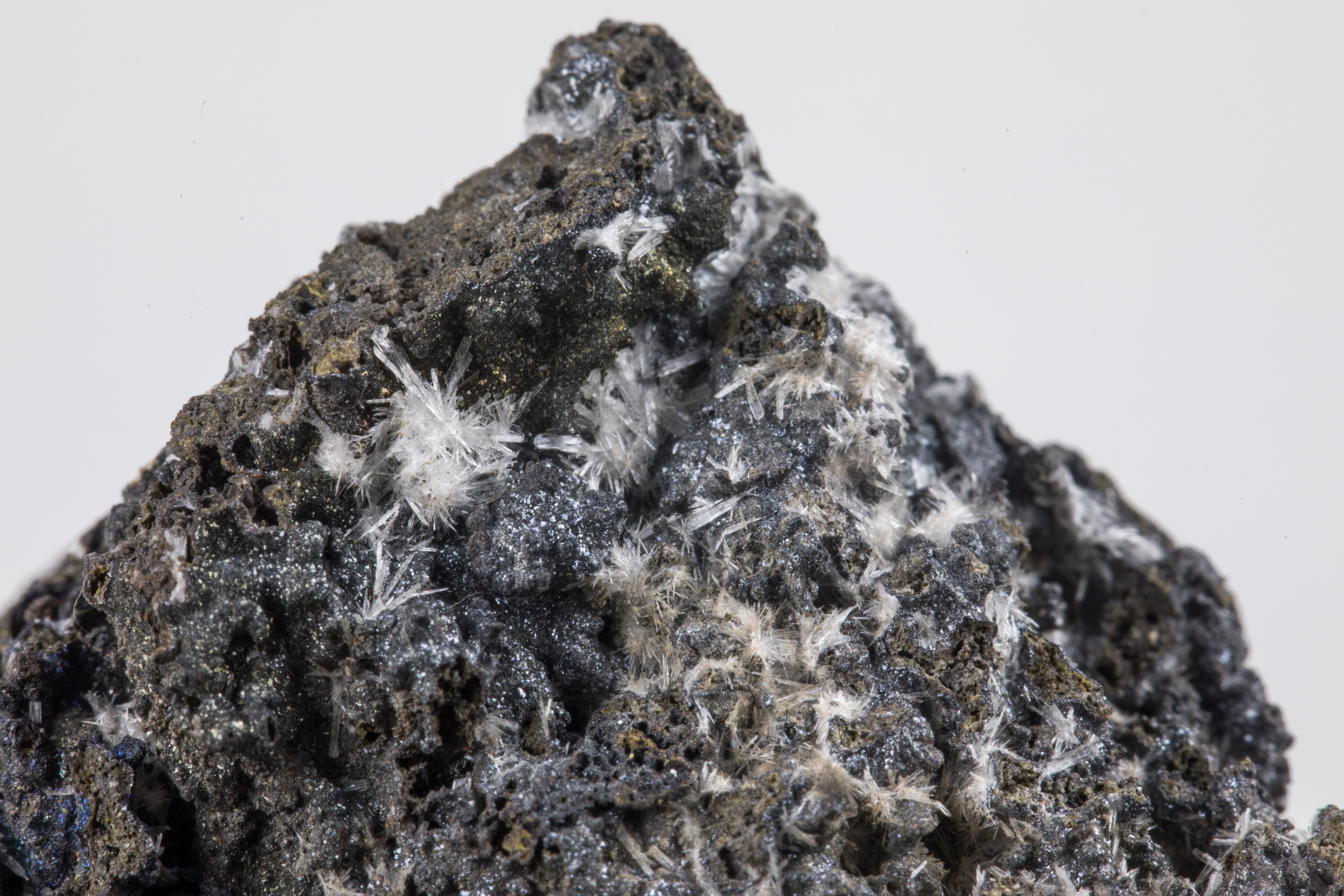
Grauweiße bis bräunliche, faserige Oxyplumboroméit-Kristallbüschel auf einer Schlackenmatrix von der Schlackenhalde Letmathe, Iserlohn, Nordrhein-Westfalen, Sauerland

Im Jahre 1865 wurde vom schwedischen Mineralogen Lars Johan Igelström (1822–1897) auf den Eisen-/Mangangruben von Harstigen bei Pajsberg, Schweden, ein Mineral entdeckt, welches er aufgrund seiner Widerstandsfähigkeit gegenüber chemischen Einflüssen nach dem griechischen Wort μόυĭμος [monimos] für „beständig“ Monimolit nannte. Brian Mason und Charles J. Vitaliano zufolge handelte es sich bei diesem Monimolit um ein Blei-Antimonat mit geringfügiger Substitution von Blei durch andere Elemente. Sein Pulverdiagramm ist praktisch identisch mit dem des Bindheimits, wobei die einzelnen Linien aufgrund der perfekten Kristallinität besser definiert sind. Das Typmaterial für Monimolit wird in der Sammlung des Schwedischen Naturhistorischen Reichsmuseums aufbewahrt. Gustaf Flink und Adolf Erik Nordenskiöld haben weitere Monimolit-Stufen von der Typlokalität sowie anderen Fundorten (Långban, Schweden) untersucht.
Im Jahre 2010 wurde seitens der IMA eine neue Nomenklatur für die Minerale der neu definierten Pyrochlor-Obergruppe (Pyrochlor-Supergruppe) vorgelegt. Darin wurde festgelegt, dass das Pb-Sb-O-dominante Glied dieser Obergruppe als Oxyplumboroméit zu bezeichnen ist. Ferner wurde konstatiert, dass die „problematische“ Spezies Monimolit nahezu sicher identisch mit Oxyplumboroméit ist, was aber noch zu überprüfen war. Daniel Atencio und Kollegen sowie Christy und Atencio führten ferner aus, dass eine einfache Gleichsetzung von Monimolit (sowie Bindheimit) mit Oxyplumboroméit nicht möglich ist, da zu diesem Zeitpunkt eine Entscheidung darüber, ob es sich bei der Monimolit-Typstufe tatsächlich um Oxyplumboroméit handelt und ob das auf alle Monimolit-Stufen zutrifft, nicht möglich war.
Wenig später wurden die physikalischen, chemischen und strukturellen Eigenschaften von drei aus der Sammlung von Igelström stammenden, sich heute in der Sammlung des Naturhistorischen Reichsmuseums in Stockholm befindenden Monimolit-Stufen aus Harstigen mittels einer Kombination aus Mikrosondenanalysen, Röntgendiffraktometrie (Einkristall- und Pulverdiffraktion), FTIR-Spektroskopie und Mößbauerspektroskopie untersucht. Eine dieser Stufen, die mit dem von Igelström beschriebenen Monimolit am besten übereinstimmte, erwies sich als identisch mit Oxyplumboroméit im Sinne der neuen Nomenklatur der Pyrochlor-Obergruppe. Das neue Mineral wurde der International Mineralogical Association (IMA) vorgelegt, die es im Jahre 2013 unter der vorläufigen Bezeichnung IMA 2013-042 anerkannte. Die wissenschaftliche Erstbeschreibung dieses Minerals erfolgte im Jahre 2013 durch ein schwedisch-italienisches Forscherteam mit Ulf Hålenius und Ferdinando Bosi im englischen Wissenschaftsmagazin Mineralogical Magazine. Die Autoren benannten das Mineral in Übereinstimmung mit der Nomenklatur der Pyrochlor-Obergruppe aufgrund seiner chemischen Zusammensetzung mit einer durch Blei dominierten A-Position, durch Sb dominierten B-Position sowie durch O dominierten Y-Position als Oxyplumboroméit (englisch Oxyplumboroméite). Konsequenterweise sollte der Name Monimolit durch die IMA diskreditiert werden.
Das Typmaterial für Oxyplumboroméit wird unter der Katalognummer g22779 in der Sammlung des Naturhistorischen Reichsmuseums in Stockholm, Schweden, aufbewahrt.
Roméit war ein 1841 durch Augustin Alexis Damour zu Ehren von Jean-Baptiste Romé de L’Isle, französischer Mineraloge und einer der Begründer der Kristallographie, benanntes Mineral, welches bei der Neudefinition der Nomenklatur der Pyrochlor-Obergruppe im Jahre 2010 diskreditiert wurde, da sich hinter seiner Zusammensetzung die neuen Minerale Fluornatroroméit, Fluorcalcioroméit und Oxycalcioroméit verbergen. Er ist gleichzeitig der Namensgeber für die Roméit-Untergruppe innerhalb der Pyrochlor-Obergruppe.

## Klassifikation
Die aktuelle Klassifikation der International Mineralogical Association (IMA) zählt den Oxyplumboroméit zur Pyrochlor-Obergruppe mit der allgemeinen Formel A2–mB2X6–wY1–n, in der A, B, X und Y unterschiedliche Positionen in der Struktur der Minerale der Pyrochlor-Obergruppe mit A = Na, Ca, Sr, Pb2+, Sn2+, Sb3+, Y, U, □, oder H2O; B = Ta5+, Nb5+, Ti4+, Sb5+, W6+, Al3+ oder Mg2+; X = O, OH oder F und Y = OH−, F, O, □, H2O oder sehr große (>> 1,0 Å) einwertige Kationen wie K, Cs oder Rb repräsentieren. Zur Pyrochlor-Obergruppe gehören neben Oxyplumboroméit noch Fluorcalciomikrolith, Fluornatromikrolith, Hydrokenomikrolith, Hydroxycalciomikrolith, Hydroxykenomikrolith, Kenoplumbomikrolith, Oxynatromikrolith, Oxystannomikrolith, Oxystibiomikrolith, Cesiokenopyrochlor, Fluorcalciopyrochlor, Fluornatropyrochlor, Hydrokenopyrochlor, Hydropyrochlor, Hydroxycalciopyrochlor, Hydroxykenopyrochlor, Hydroxymanganopyrochlor, Hydroxynatropyrochlor, Oxycalciopyrochlor, Fluorcalcioroméit, Hydroxycalcioroméit, Hydroxyferroroméit, Oxycalcioroméit, Hydrokenoelsmoreit, Hydroxykenoelsmoreit, Fluornatrocoulsellit und Hydrokenoralstonit.
Oxyplumboroméit bildet zusammen mit Fluorcalcioroméit, Hydroxycalcioroméit, Hydroxyferroroméit und Oxycalcioroméit innerhalb der Pyrochlor-Obergruppe die Roméitgruppe.
Da der Oxyplumboroméit erst 2013 als eigenständige Mineralart anerkannt wurde, ist er weder in der zuletzt 2009 aktualisierten 9. Auflage der Strunz’schen Mineralsystematik noch in der vorwiegend im englischen Sprachraum gebräuchlichen Systematik der Minerale nach Dana aufgeführt.
In der zuletzt 2018 überarbeiteten Lapis-Systematik nach Stefan Weiß, die formal auf der alten Systematik von Karl Hugo Strunz in der 8. Auflage basiert, erhielt das Mineral die System- und Mineralnummer IV/C.16-074. Dies entspricht der Klasse der „Oxide und Hydroxide“ und dort der Abteilung „Oxide mit dem Stoffmengenverhältnis Metall : Sauerstoff = 2 : 3 (M2O3 und verwandte Verbindungen)“, wo Oxyplumboroméit zusammen mit Fluorcalcioroméit, Fluornatroroméit, Hydroxycalcioroméit und Oxycalcioroméit sowie den inzwischen diskreditierten (D) beziehungsweise als fraglich (Q) eingestuften Mineralen Argentoroméit (D), Bismutoroméit (Q), Bismutostibiconit (Q), Cuproroméit (D), Monimolit (D), Partzit (D), Stetefeldtit (D), Stibiconit (Q) und Stibioroméit (Q) eine unbenannte Gruppe mit der Systemnummer IV/C.16 bildet.
Die von der Mineraldatenbank „Mindat.org“ weitergeführte Strunz-Klassifikation ordnet den Oxyplumboroméit in die Abteilung der „Metall : Sauerstoff = 1 : 2 und vergleichbare“ (englisch Metal : Oxygen = 1 : 2 and similar) und dort in die Unterabteilung „Mit großen (± mittelgroßen) Kationen; Lagen kantenverknüpfter Oktaeder“ (englisch With large (± medium-sized) cations; sheets of edge-sharing octahedra) ein. Eine weitergehende Einordnung in eine Mineralgruppe wurde bisher nicht vorgenommen.

## Chemismus
Acht Mikrosondenanalysen an Oxyplumboroméit-Körnern von der Typlokalität lieferten Mittelwerte von 48,69 % Sb2O3; 0,00 % SiO2; 0,01 % Al2O3; 3,85 % Fe2O3; 8,46 % CaO; 1,06 % MnO; 0,23 % SrO; 0,01 % BaO; 35,82 % PbO; 0,24 % Na2O; 0,07 % SO3 und 0,05 % H2O (berechnet); Summe = 98,49 %. Auf der Basis von zwei Kationen auf der B-Position pro Formeleinheit wurde daraus die empirische Formel A(Pb0,92Ca0,87Mn0,09Sr0,01Na0,05)Σ=1,93B(Sb1,73Fe3+0,27)Σ=2,00X+Y[O6,64(OH)0,03]Σ=6,67 berechnet, die zur Formel für das Endglied Pb2Sb2O7 (bzw. Pb2Sb2O6O) vereinfacht wurde.
Das neben Oxyplumboroméit und den fraglichen Phasen Bindheimit, Pb2Sb2O6O und Taznit, Pb2Sb2O6O, einzige Mineral mit der Elementkombination Pb – Sb – O ist Rosiait, PbSb5+2O6.
Innerhalb der Pyrochlor-Obergruppe sind theoretisch durch die vier verschiedenen zu besetzenden Positionen eine Vielzahl von Substitutionsmöglichkeiten vorhanden. Oxyplumboroméit ist das Pb-dominante Analogon zum Ca-dominierten Oxycalcioroméit und zum Cu-dominierten, allerdings fraglichen Cuproroméit, Cu2Sb2(O,OH)7.
Bindheimit ist nicht identisch mit Monimolit, sondern aufgrund der wesentlich höheren Gehalte an H2O eher identisch mit dem als Mineral noch nicht beschriebenen Hydroxyplumboroméit. Konsequenterweise ist die generelle Annahme einer Identität von Bindheimit mit Oxyplumboroméit nicht gerechtfertigt.

## Kristallstruktur

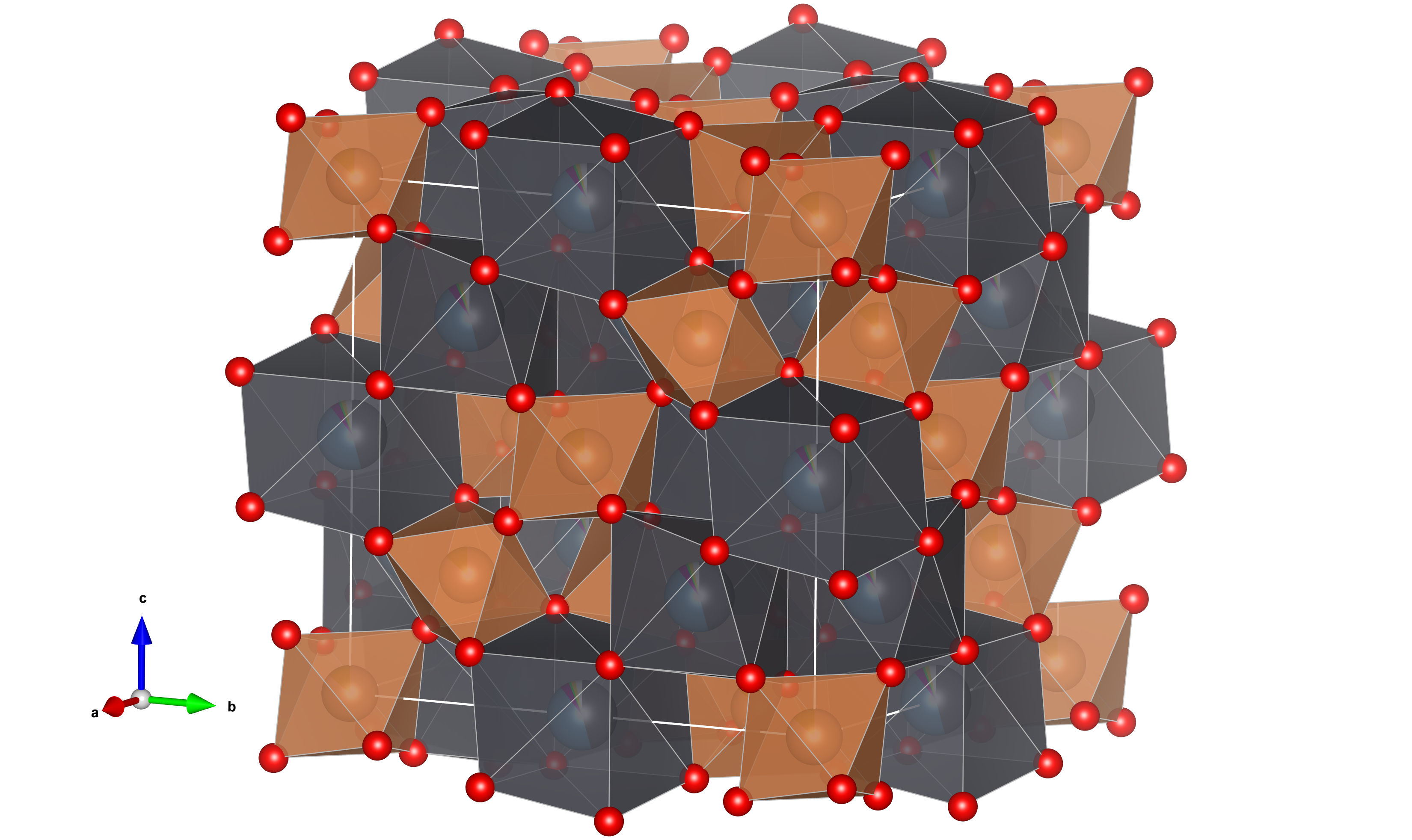
Kristallstruktur von Oxyplumboroméit als Kationen-zentrierte polyedrische Darstellung

Oxyplumboroméit kristallisiert im kubischen Kristallsystem in der Raumgruppe Fd3m (Raumgruppen-Nr. 227) mit dem Gitterparameter a = 10,3783 Å sowie acht Formeleinheiten pro Elementarzelle.
Die Kristallstruktur des Oxyplumboroméits (vergleiche dazu die nebenstehende Strukturzeichnung) kann als dreidimensionales, für Vertreter der Pyrochlor-Obergruppe typisches Gerüst aus eckenverknüpften BO6-Oktaedern beschrieben werden, wobei in den Zwischenräumen dieses Gerüsts die A-Kationen sowie die Sauerstoffionen sitzen. Die achtfach koordinierte A-Position wird hauptsächlich durch Pb und untergeordnet auch durch Ca besetzt. Auf der oktaedrisch koordinierten B-Position sitzt neben Sb5+ untergeordnet auch Fe3+.
Oxyplumboroméit ist isotyp (isostrukturell) zu allen anderen in der Raumgruppe Fd3m (Raumgruppen-Nr. 227) kristallisierenden Vertretern der Pyrochlor-Obergruppe.

## Eigenschaften

### Morphologie
Oxyplumboroméit bildet an seiner Typlokalität verrundete Aggregate aus subidiomorphen oktaedrischen Kristallen {111}, an denen die Oktaederflächen nur zum Teil entwickelt sind. Die < 0,4 mm großen Kristalle treten zu maximal 2 mm großen Aggregaten zusammen.

Tracht und Habitus von Oxyplumboroméit- bzw. „Monimolit“-Kristallen
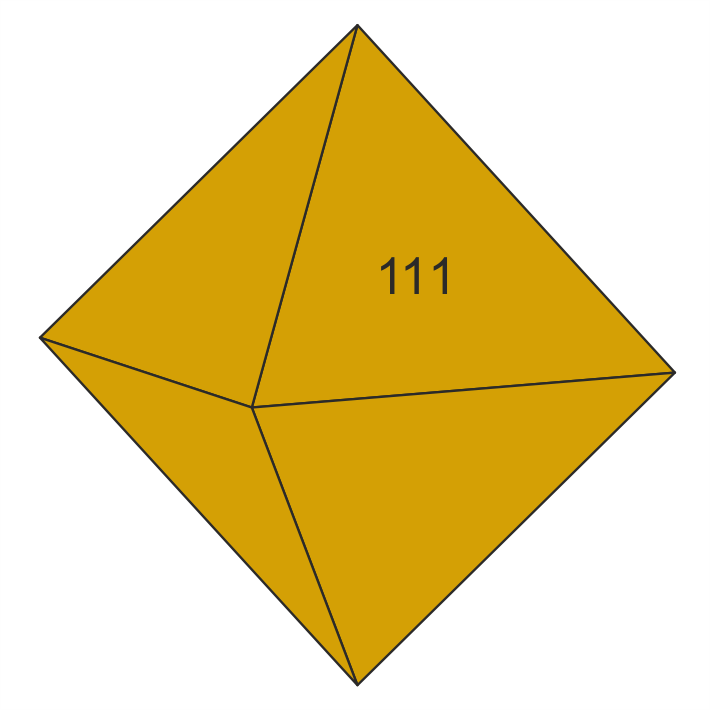
1. Oktaedrischer Kristall mit dem Oktaeder {111} als einziger Flächenform
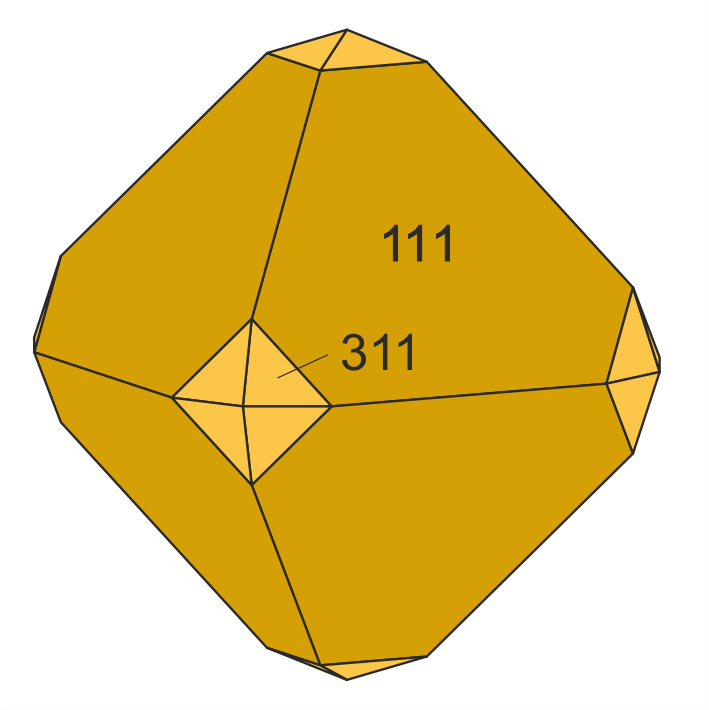
2. Kombination aus Oktaeder {111} und Ikositetraeder {311} nach Flink
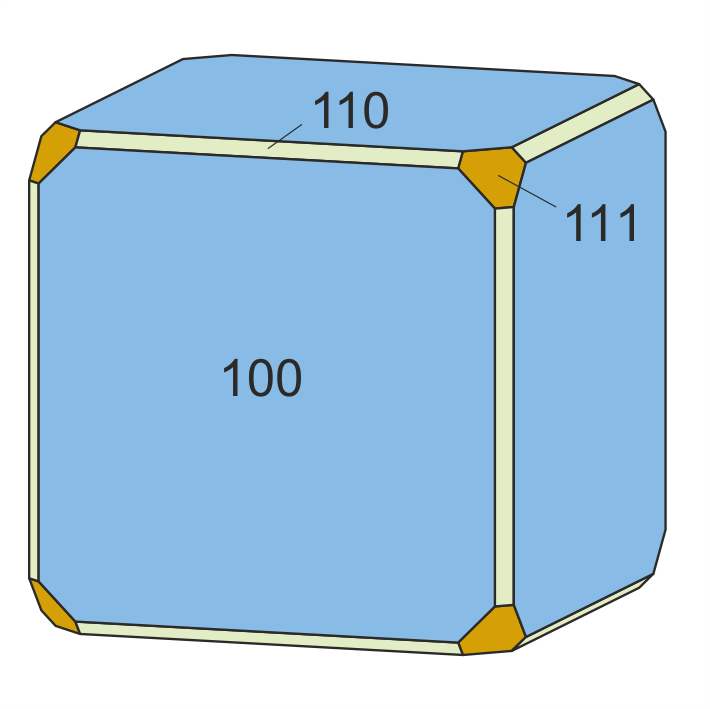
3. Kombination aus {100}, {111} und {110} nach Flink

Gustaf Flink beschrieb hingegen den Monimolit in Form von zwei verschiedenen Typen (vergleiche dazu die nebenstehenden Kristallzeichnungen). Typus I bildet kleine, nur Millimeter große Kristalle mit dem Oktaeder als dominanter Form, an denen durch das Ikositetraeder {311} die Ecken modifiziert sind als Zuspitzung der Ecken. Die Kristalle sind idiomorph ausgebildet und scharfkantig und zeigen insbesondere auf den Oktaederflächen einen starken Glanz. Die Flächen von {311} glänzen gewöhnlich weniger stark und sind mit zahlreichen unregelmäßigen Vertiefungen auf der Oberfläche versehen. Trachtbestimmende Form der Kristalle des Typus II ist das Hexaeder {100}, wozu Oktaeder {111} und Rhombendodekaeder {110} treten können. Das Oktaeder befindet sich zuweilen mit dem Würfel im Gleichgewicht, während das Rhombendodekaeder meist nur sehr untergeordnet erscheint. Die Flächen des Würfels sind oft ziemlich stark gewölbt. Ein Teil der Kristalle ist nach einer der drei kristallographischen Achsen verlängert – und in der dadurch bestimmten Zone sind die Flächen von {100} und {110} gleich stark entwickelt, so dass scheinbar achtseitige Prismen auftreten. Die Kristalle des Typus II sind ähnlich groß wie die des Typus I und besitzen ebene und glänzende Oberflächen.
Auch in derben Massen und als Überzug. Schließlich auch in Pseudomorphosen nach primären Pb-Sb-haltigen Mineralen wie z. B. Bournonit, PbCu[SbS3].

### Physikalische und chemische Eigenschaften
Die Kristalle des Oxyplumboroméits sind gelb bis bräunlichgelb, während Monimolit gelblich, bräunlichgrün oder dunkelbraun bis fast schwarz gefärbt ist und die Kristallflächen oft schöne bunte Anlauffarben aufweisen.
Die Strichfarbe wird mit strohgelb bzw. zitronengelb oder zimtbraun angegeben.
Die Oberflächen des durchscheinenden bis fast undurchsichtigen Monimolits zeigen einen fettartigen bis metallischen Glanz, wobei Monimolit-Kristalle des Typs II nur in dünnsten Splittern mit brauner Farbe durchscheinend sind. Der starke Glanz stimmt sehr gut mit dem sehr hohen Wert für die Lichtbrechung (n = 2,061) überein. Oxyplumboroméit ist optisch isotrop.
Monimolit des Typs I ist im reflektierten Lichte braungelb, zuweilen mit einem Stich ins Grüne. Im Dünnschliff ist das Mineral gelbgrün, lichtdurchlässig und parallel (111) vollkommen optisch isotrop. Monimolit-Kristalle des Typs II sind auch im Dünnschliff nur wenig durchsichtig und lassen dort eine äußere, etwas stärker lichtdurchlässige Zone und einen inneren, schwächer lichtdurchlässigen Kern erkennen Ersterer weist oft Spuren von Doppelbrechung auf, letzterer ist optisch völlig isotrop.
Monimolit weist eine undeutliche Spaltbarkeit nach dem Oktaeder {111} auf. Aufgrund seiner Sprödigkeit bricht er aber ähnlich wie Amblygonit, wobei die Bruchflächen uneben ausgebildet sind. Für Monimolit wird ein halbmuscheliger bis splitteriger Bruch angegeben. Mit einer Mohshärte von ≈ 5 bzw. 5 bis 6 gehört das Mineral zu den mittelharten Mineralen und lässt sich wie die Referenzminerale Apatit (Härte 5) mit einem Taschenmesser noch bzw. wie Orthoklas (Härte 6) erst mit einer Stahlfeile ritzen. Die berechnete Dichte für Oxyplumboroméit beträgt 6,732 g/cm³. Angaben zur Fluoreszenz im langwelligen noch im kurzwelligen UV-Licht fehlen für das Mineral.
Monimolit schmilzt vor dem Lötrohr in der Zange zu einer schwarzen, blasigen Schlacke, gibt vor dem Lötrohr auf Kohle einen Blei- und Antimonbeschlag sowie leicht ein aus Blei und Antimon bestehendes, glänzendes, geschmeidiges Metallkorn. Beim Erhitzen im Kölbchen entweicht nichts Flüchtiges. Borax und Phosphorsalz lösen das Mineral auch in ziemlich erheblicher Menge zu einem gelben Glas, das sich in der Reduktionsflamme nicht verändert; mit Soda Manganreaktion. Mit Ausnahme der Abart „Typus II“, die sich leicht in schmelzendem Alkalicarbonat löst, sind sämtliche untersuchten Monimolite weder in den stärksten Säuren noch in gelösten oder schmelzenden kaustischen und kohlensauren Alkalien löslich. Nach Reduktion im Wasserstoffstrom ist das Mineral säurelöslich.

## Bildung und Fundorte

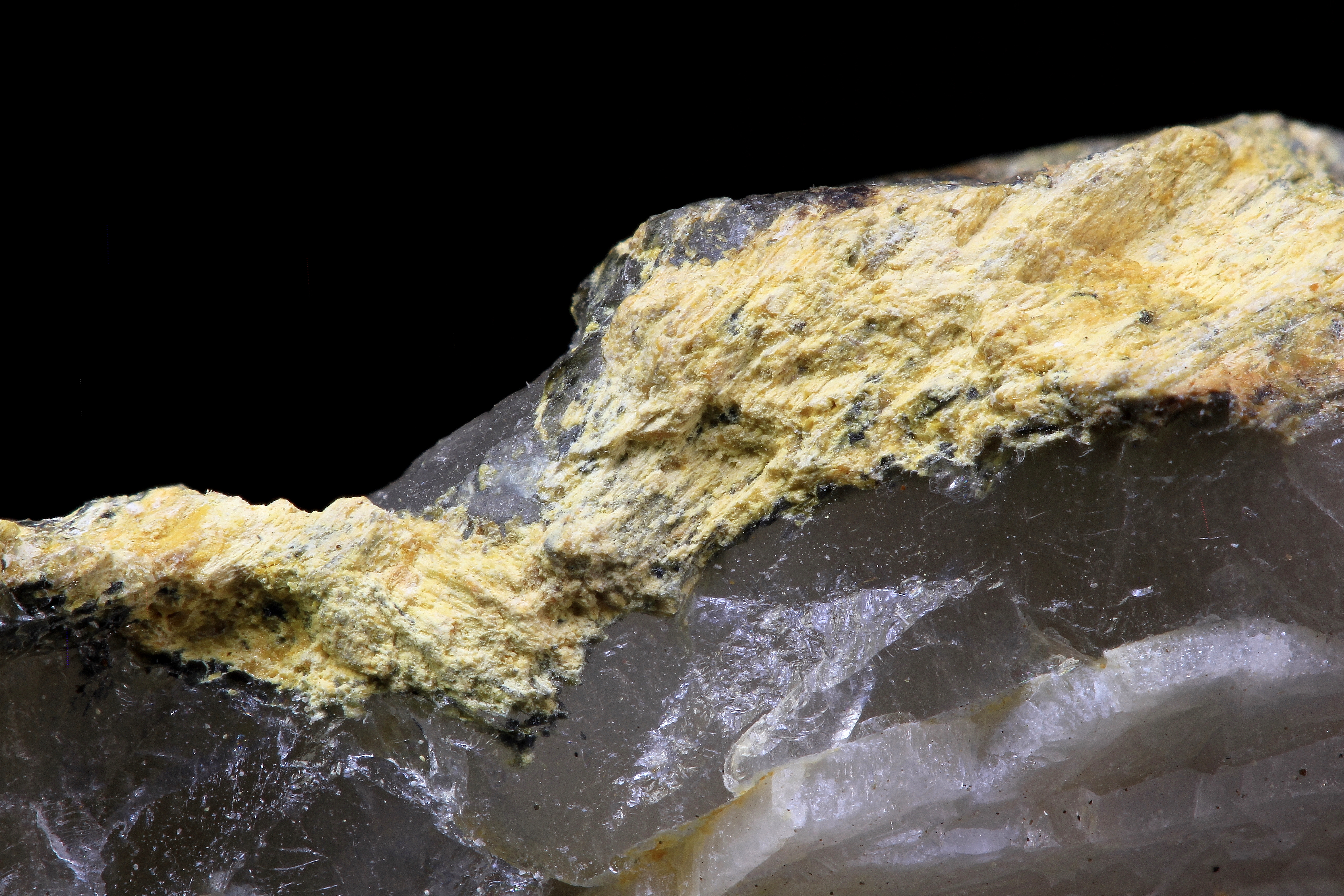
Gelber, faseriger Oxyplumboroméit auf Quarz aus dem Pegmatit Viitaniemi bei Eräjärvi/Orivesi, Pirkanmaa (Größe: 50 mm × 25 mm × 25 mm)

Die Typlokalität für Oxyplumboroméit ist ein Tephroit-Skarn im Eisen-Mangan-Bergwerk „Harstigen“ („Harstigsgruvan“) bei Pajsberg in der Gemeinde Filipstad, Provinz Värmlands län bzw. der historischen Provinz Värmland im zentralen Schweden. Die kleine Fe-Mn-Lagerstätte mit einer ähnlichen Mineralisation wie Långban ist 33 m tief, 15 m lang sowie 2 m breit und sitzt in einer Dolomitlinse zwischen kaliumhaltigen Metarhyolithen und basischen Gesteinen. Sie stand zwischen 1847 und 1853 sowie von 1887 bis 1889 in Abbau; die Gesamtförderung betrug 356 Tonnen Eisenerz und 153 Tonnen Manganerz.
Oxyplumboroméit findet sich an seiner Typlokalität in bis zu 2 cm mächtigen Klüften in einem Tephroit-Skarn. Zu den Begleitmineralen des Oxyplumboroméits gehören Calcit und Leukophönicit. Monimolit Typus I aus Harstigen fand sich auf Sprüngen und in Spalten derb bzw. bei größerem Raumangebot auch in Kristallen, begleitet von kleinen plattigen Magnetit-Oktaedern, die von einem Filzwerk aus haarfeinen nadeligen Richterit-Kristallen umgeben sind. Weitere Begleiter sind grauer Tephroit und heller Hedyphan. Monimolit Typus II aus Harstigen tritt nur in ziemlich weiten, nachträglich mit Calcit ausgefüllten Spalten auf und wird von derbem Tephroit und gelbbraunem nadeligen Richterit begleitet, der in dichten Massen zwischen den Monimolit-Kristallen sitzt. In der Umgebung des Minerals treten ferner gelber Granat in kleinen unregelmäßigen Körnern sowie derber Hedyphan und Schuppen von Graphit oder Molybdänit auf. Monimolit aus Långban trat, begleitet von Rhodonit und Tephroit, eingewachsen in Calcit auf.
Als seltene Mineralbildung konnte der Oxyplumboroméit bisher (Stand 2018) neben seiner Typlokalität weltweit erst von ca. 30 weiteren Fundorten beschrieben werden.
Außer der Typlokalität sind die folgenden Fundorte bekannt:
- der „Emmastollen“ bei Ratteingraben bei Hüttenberg und das ehemalige Revier Holzapfel (Reidenwirt) bei Zeltschach, beide in der Region Friesach-Hüttenberg, Kärnten, Österreich
- der „Andraditbruch“, Kottaun bei Geras im Waldviertel, Niederösterreich, Österreich
- die „Lungauer Kalkspitze“ im Weißpriachtal in den Schladminger Tauern, Lungau, und die „Kranzlhöhe“ im Forstautal in den Radstädter Tauern, beide in Salzburg, Österreich
- das Sideritvorkommen des „Brandbergs“ bei Leoben, und die „Steirische Kalkspitze“ bei den Giglachseen im Giglachtal bei Schladming, Schladminger Tauern, beide Steiermark, Österreich
- die „Miniera Machacamarca“ bei Machacamarca, Kanton Machacamarca, Municipio Tacobamba, Provinz Cornelio Saavedra, Departamento Potosí, Bolivien
- die Grube „Řimbaba“ („Segen Gottes“) im Bereich der Lagerstätte Bohutín, Erzbezirk Březové Hory (Birkenberg), Příbram, Mittelböhmische Region, Tschechien
- der Pegmatit von Viitaniemi unweit von Orivesi, Kirchspiel Eräjärvi, Landschaft Pirkanmaa, Finnland
- die Eisenerzgrube Monthaut, Montauch am Col de Couise, Gemeinde Palairac, Département Aude; das Pb-Zn-Ag-Bergwerk „La Maladrerie“, Gemeinde Villefranche-de-Rouergue, Département Aveyron; sowie „La Gasquie“ (Quarzgang „Filon Saint Louis“) in der Gemeinde Cuzac, Département Lot, alle in Okzitanien, Frankreich
- das ehemalige Bleibergwerk „Neyrac“ in der Gemeinde Piégut, Département Hautes-Alpes, Provence-Alpes-Côte d’Azur, Frankreich
- der Steinbruch „Winterberg“ am Iberg bei Bad Grund und das „Revier Kahlenberg“ im Bereich des „Zellerfelder Gangzugs“, beide unweit Clausthal-Zellerfeld im Harz, Niedersachsen, Deutschland
- die ehemalige Pb-Zn-Grube „Silbersand“, Sankt Johann bei Mayen, Eifel, Rheinland-Pfalz, Deutschland
- die Cu-Ag-Sb-Grube der „Miniera di Monte Avanza“ in der Gemeinde Forni Avoltri, Friaul-Julisch Venetien, sowie „Fosso Mandromicci“ und „Podere Montevecchio“ im Ortsteil Gerfalco der Gemeinde Montieri, Provinz Grosseto, Toskana, beide Italien
- die zur „Grupo Minero Berja“ gehörende Corta (Tagebau) „Santa Matilde“ in der Gemeinde Las Herrerías in der Sierra Almagrera, Cuevas de Almanzora (Cuevas de Vera), Almería, Andalusien, Spanien
- die Mina „Bilbilitana“, Gemeinde Alpartir, Provinz Saragossa, Aragonien, Spanien
- die U-Au-Lagerstätte der Mina „Carlés“ bei Carlés, Salas, Asturien, Spanien
- die „Mina Generala“ am Cerro de las Cogullas (La Cogolla), Losacio, Provinz Zamora, Kastilien und León, Spanien
- „Mina Les Ferreres“, Rocabruna bei Camprodon, Comarca Ripollès, Provinz Girona, Katalonien, Spanien
- Långban, Filipstad, Värmland, Schweden
- ein unbenanntes Zn-Pb-Ag-Cu-Sb-Cd-Prospect bei Portal im California District, Chiricahua Mts., Cochise County, Arizona, USA
- die „Sherman Mine“ bei Upper Iowa Gulch im Leadville District, Lake Co., Colorado, USA
- die „Lowman Mine“ im Hawthorne District, Mineral Co., Nevada, USA
- die „Gold Hill Mine“ am Gold Hill im Gold Hill District, Tooele Co., Utah, USA

Fundstellen für Oxyplumboroméit in der Schweiz sind damit unbekannt.

## Verwendung
Oxyplumboroméit ist aufgrund seiner Seltenheit ohne jede praktische Bedeutung und nur für Mineralsammler interessant.